# Tetrastichus arsenjevi
Tetrastichus arsenjevi är en stekelart som beskrevs av Kostjukov 1995. Tetrastichus arsenjevi ingår i släktet Tetrastichus och familjen finglanssteklar. Inga underarter finns listade i Catalogue of Life.